# Tylstrup
Tylstrup er en satellitby til Aalborg i det sydlige Vendsyssel med 1.237 indbyggere  (2024). Tylstrup er beliggende i Ajstrup Sogn 18 kilometer nord for Aalborg, fire kilometer nord for nabobyen Sulsted og 8 km syd for Brønderslev. Byen ligger i Region Nordjylland og hører under Aalborg Kommune.
Tylstrup er en stationsby, idet den fra 1871-1972 havde en station på Vendsysselbanen og derved voksede et lille centrum frem omkring banen. Modsat banen ligger hovedvejen mellem Hjørring og Aalborg med Tylstrup Kro der gennem mange år har gjort Tylstrup kendt. Tylstrups forretninger er stadig i live og forsyner et mindre opland i det ellers meget tyndt befolkede område på kanten af Store Vildmose.
Virksomheden Dansk Vindenergi holder til i Tylstrup.

## Historie
I 1682 bestod landsbyen af 4 gårde og 1 hus med jord. Det samlede dyrkede areal udgjorde 164,1 tønder land skyldsat til 42,72 tønder hartkorn. Driftsformen var alsædebrug.
I 1875 blev byen beskrevet således: "Tylstrup med Skole og Kro, beliggende ved samme Landevei [Fra Nørresundby til Hjørring]".
Omkring århundredeskiftet blev byen beskrevet således; "Tylstrup, ved Landevejen, med Skole, 2 Missionshuse (opf. 1895 og 97), Forsamlingshus (opf. 1898), Kro, Jærnbanehpl. og Telegrafstation".
I Tylstrup blev under 1. og 2. Verdenskrig bygget en tørvebane fra Tylstrup Station til Store Vildmose. Banerne forsynede gasværker og elværker med brændstof i form af tørv. Banerne blev lukket 2-3 år efter krigenes afslutning. Der er stadig nogle stykker fredsskov langs jernbanen hvor tørvebanen har gået hen til en etableret underkørsel syd for Luneborgvej. 
Peder Nielsen(1854-1936) var fra Tylstrup og ønskede derfor at starte sin beslag-fabrik af samme navn i Tylstrup. Han blev dog afvist af daværende Aalborg Kommune[kilde mangler]. Derfor startede han i stedet i Brønderslev hvor kommunen var mere samarbejdsvillig.